# Caroamoremio
Caroamoremio è un brano musicale del cantante italiano Riccardo Fogli, pubblicato come secondo singolo estratto dall'album Nella fossa dei leoni, uscito nel 1994.

## Tracce
CD promo
1. Caroamoremio - 4:17